# Championnat de Syrie de football 2002-2003
Navigation
Saison 2001-2002 Saison 2003-2004
La saison 2002-2003 du Championnat de Syrie de football est la trente-deuxième édition du championnat de première division en Syrie. Les treize meilleurs clubs du pays sont regroupés au sein d'une poule unique où ils s'affrontent deux fois au cours de la saison, à domicile et à l'extérieur. En fin de saison, le dernier du classement est relégué et remplacé par les trois meilleurs clubs de deuxième division afin de faire passer le championnat de 13 à 15 équipes.
C'est le club d'Al Jaish Damas, double tenant du titre, qui remporte à nouveau le championnat cette saison, après avoir terminé en tête du classement final avec trois points d'avance sur Al Ittihad Alep et dix sur Al Qardaha, un des clubs promus. C'est le dixième titre de champion de Syrie de l'histoire du club.

## Les clubs participants
| - Al-Karamah SC - Al Ittihad Alep - Jableh SC - Al Wathba Homs - Al Wahda Damas - Al Shorta Damas - Promu de D2 - Al Qardaha - Promu de D2 | - Hutteen SC - Al Majd Damas - Al Yaqza - Promu de D2 - Hurriya SC - Al Jaish Damas - Umayya |

## Compétition

### Classement
Le barème utilisé pour établir le classement est le suivant :
- Victoire : 3 points
- Match nul : 1 point
- Défaite : 0 point

| Rang | Équipe           | Pts | J  | G  | N | P  | Bp | Bc | Diff |
| ---- | ---------------- | --- | -- | -- | - | -- | -- | -- | ---- |
| 1    | Al Jaish DamasT  | 57  | 24 | 18 | 3 | 3  | 62 | 21 | +41  |
| 2    | Al Ittihad Alep  | 54  | 24 | 17 | 3 | 4  | 43 | 25 | +18  |
| 3    | Al QardahaP      | 47  | 24 | 14 | 5 | 5  | 41 | 23 | +18  |
| 4    | Al Wahda DamasC  | 44  | 24 | 12 | 8 | 4  | 41 | 24 | +17  |
| 5    | Hurriya SC       | 39  | 24 | 12 | 3 | 9  | 38 | 28 | +10  |
| 6    | Hutteen SC       | 39  | 24 | 11 | 6 | 7  | 45 | 39 | +6   |
| 7    | Al Majd Damas    | 31  | 24 | 8  | 7 | 9  | 45 | 47 | -2   |
| 8    | Al Wathba Homs   | 26  | 24 | 8  | 2 | 14 | 27 | 45 | -18  |
| 9    | Al-Karamah SC    | 25  | 24 | 7  | 4 | 13 | 25 | 42 | -17  |
| 10   | Umayya           | 24  | 24 | 6  | 6 | 12 | 26 | 41 | -15  |
| 11   | Jableh SC        | 22  | 24 | 5  | 7 | 12 | 19 | 23 | -4   |
| 12   | Al YaqzaP        | 14  | 24 | 2  | 8 | 14 | 17 | 51 | -34  |
| 13   | Al Shorta DamasP | 13  | 24 | 3  | 4 | 17 | 29 | 49 | -20  |

|  | Qualification pour la Coupe de l'AFC 2004                                             |
|  | Relégation en deuxième division                                                       |
|  | T : Tenant du titre C : Vainqueur de la Coupe de Syrie P : Promu de deuxième division |

## Bilan de la saison
| Championnat de Syrie de football 2002-2003                        |                           |
| Champion                                                          | Al Jaish Damas (9e titre) |
| Coupes et trophées                                                |                           |
| Vainqueur de la Coupe de Syrie 2002-2003                          | Al Wahda Damas            |
| Qualifications continentales                                      |                           |
| Coupe de l'AFC 2004                                               | Al Jaish Damas            |
| Coupe de l'AFC 2004                                               | Al Wahda Damas            |
| Ligue des champions arabes 2003-2004                              | Al Jaish Damas            |
| Ligue des champions arabes 2003-2004                              | Al Ittihad Alep           |
| Promotions et relégations                                         |                           |
| Promus en Syrian League                                           | Al Futuwa Deir ez-Zor     |
| Promus en Syrian League                                           | Tishreen SC               |
| Promus en Syrian League                                           | Al Jihad Damas            |
| Relégués en Championnat de Syrie de football de deuxième division | Al Shorta Damas           |